# Готфрид Витербоский

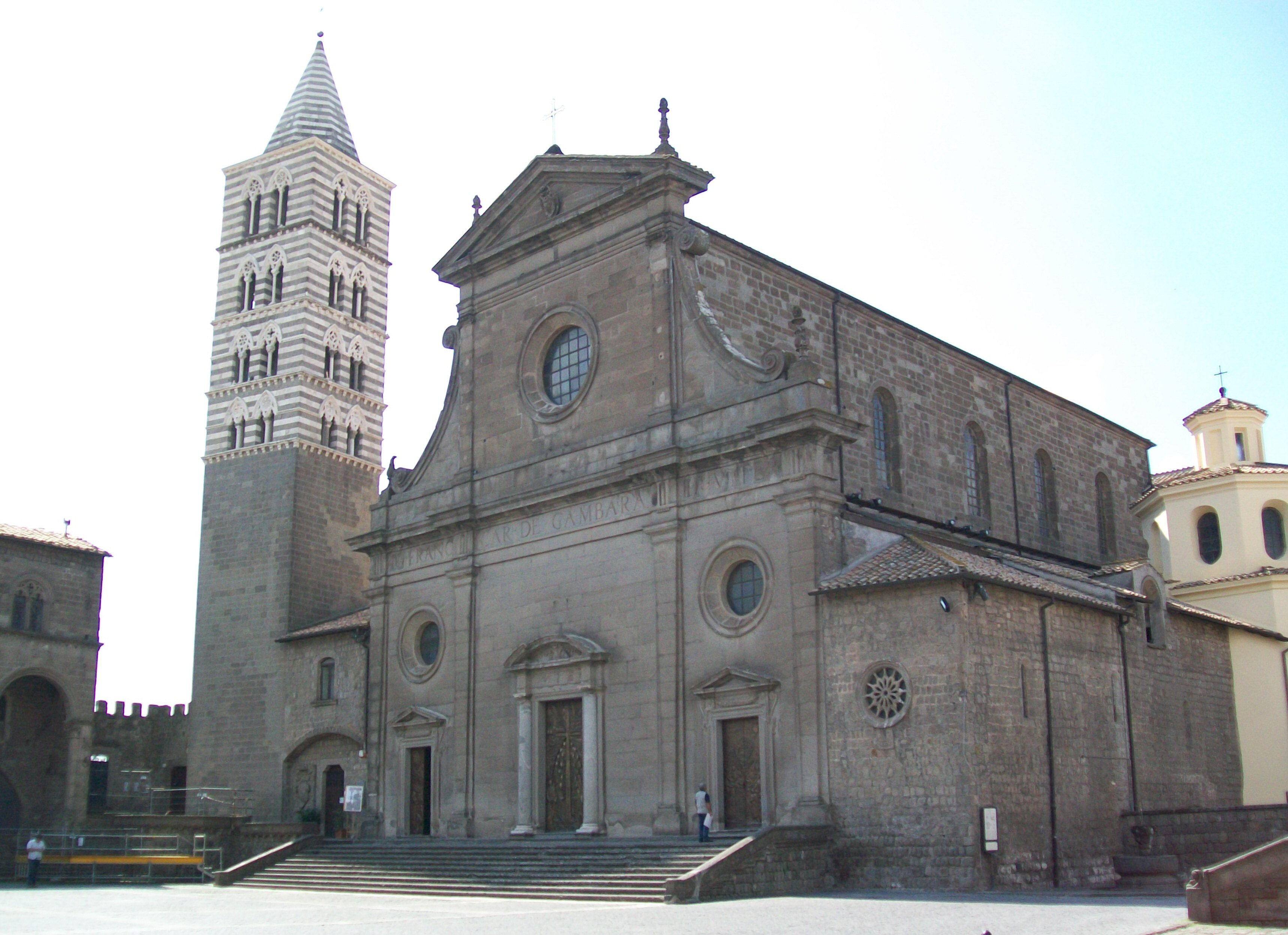
Кафедральный собор Сан-Лоренцо в Витербо, XII в.

Готфрид из Витербо, он же Готфрид Витербоский или Витербский (лат. Godefridus Viterbiensis; около 1125, Витербо, Священная Римская империя — между 1192 и 1200 или 1202) — германский хронист, один из летописцев правления императоров Конрада III, Фридриха I и Генриха VI. 

## Биография

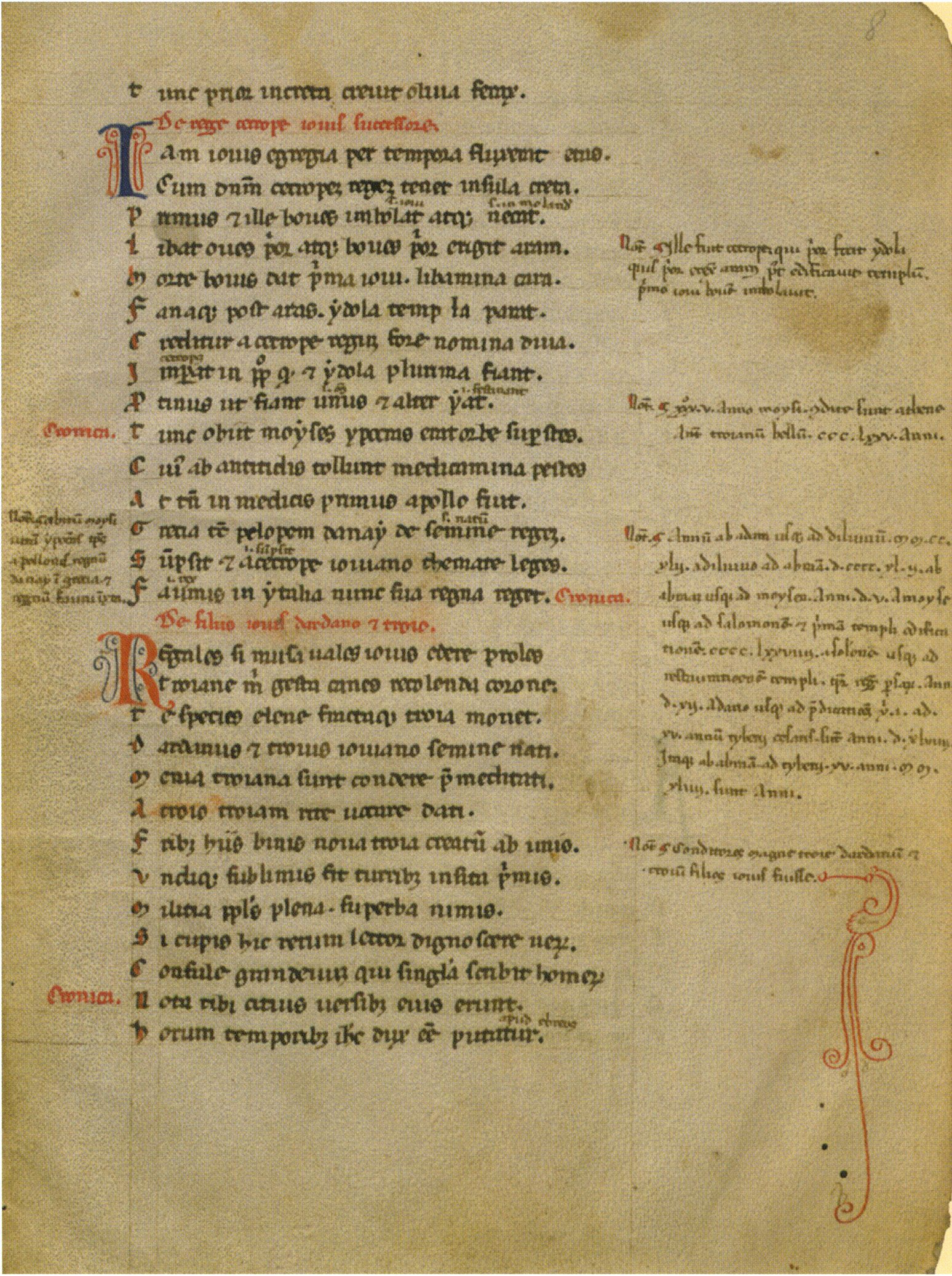
Лист рукописи «Королевского зерцала» Готфрида Витербоского из Баварской государственной библиотеки в Мюнхене, XIII в.

Происхождение Готфрида является предметом дискуссии. Согласно одним данным, он имел итальянские корни и происходил из знатного рода Тиньози, по другим являлся выходцем из старинной немецкой, возможно, саксонской семьи, чей наследственный лен находился в Лацио. Около 1133 года был отправлен на обучение в соборную школу в Бамберге, затем учился в Салерно, после чего рукоположен был в духовный сан, получив звание «магистра».
Между 1140 и 1151 годами стал придворным капелланом германского короля Конрада III, а после его смерти служил нотарием при дворе Фридриха Барбароссы (1152—1190), от имени которого неоднократно ездил с посольствами на Сицилию, Рим, Прованс и Францию. В 1153 году принимал участие в подготовке и подписании Констанцского договора между Фридрихом и папой Евгением III, будучи доверенным лицом архиепископа Майнцского Арнольда Селенхофенского, а в 1162 году — в организации переговоров императора с французским королём Людовиком VII. В 1167 году лично принимал участие в четвёртом походе Барбароссы в Италию, а в 1169 году в награду за службу получил от него право на владение дворцом в Витербо, сооружённым им там ранее вместе со своими родственниками. В 1177 году участвовал в подготовке Венецианского договора с папой Александром III, а в 1179 году оказался вместе с архиепископом Майнца Кристианом в плену у маркграфа Конрада Монферратского в Анконской марке, вернувшись на родину лишь в 1181 году.
В борьбе за инвеституру всецело был на стороне императорской власти. После смерти Фридриха пользовался покровительством его сына Генриха VI (1190—1197), с которым ещё летом 1186 году ходил в поход на Орвието в Умбрии. В разное время служил каноником в соборах Шпейера, Майнца (Рейнланд-Пфальц), Пизы и Лукки (Тоскана), а также ректором собора монастыря Св. Варфоломея во Франкфурте (Гессен).
Последние годы жизни провёл в Витербо, где, вероятно, и умер не ранее 1191 года, хотя исследователи, приписывающие ему «Деяния Генриха VI», допускают, что он мог дожить до 1202-го.

## Сочинения
Автор политического трактата «Королевское зерцало» (лат. Speculum regum, 1183), содержащего наставления будущим монархам на примерах из прошлого, и исторического сочинения «Пантеон» (лат. Pantheon, 1190), известного также как «Universitatis libri qui Chronici Appellantur» и написанного частично в стихах, частично в прозе. Известны три редакции этого сочинения: первая, состоявшая из 20 глав, преподнесена была в 1187 году с посвящением папе Урбану III, вторая из 30 глав, посвящённая папе Григорию VIII (ум. 1187), но завершённая лишь в 1188 году при Клименте III, и, наконец, третья из 33 глав, завершённая в 1191 году, но сохранившая посвящение покойному Григорию VIII.
Основными источниками Готфриду послужили анонимное «Происхождение римского народа» (лат. Origo gentis Romanorum), «Хроника Иеронима», «Всеобщая хроника» Исидора Севильского, «Книга истории франков», «Схоластическая история» Петра Коместора и, в особенности, хроники Оттона Фрейзингенского, которые он использует некритически, заимствуя целые разделы, но внося в них в конспиративных целях массу искажений. Как источник «Пантеон» не представляет особой ценности в первой своей части, однако содержит немало ценных сведений в главах, охватывающих события XII века, в частности, о политике Священной Римской империи, борьбе между императорской и папской властью за инвеституру, крестовых походах и войне императора Фридриха с итальянскими городами. Периодически автор касается событий не только в итальянских и германских, но и сопредельных землях, в том числе Галицком и Волынском княжествах, которые он называет Рутенией.
В предисловии Готфрид указывает, что предназначает свой «Пантеон» не столько для зрелого, сколько для молодого читателя (лат. hoc pueris magis quam adultis scribendaputavi), преимущественно для нужд школьного обучения, считая важнейшей целью «запечатлеть в душе читателя-юноши… истории царей и императоров, коими мир строится и украшается» (лат. quum sit honestias historias regum atque imperatorum, quibus mundus instruitur et ornatur, animo pueri legentis imprimere).
Сохранившийся в более чем 40 рукописях, «Пантеон» был впервые напечатан в 1559 году в Базеле швейцарским гуманистом Иоганном Базилиусом Герольдом, а в 1725 году частично опубликован в Милане итальянским церковным историком Л. А. Муратори в VII томе свода «Историописателей Италии» (лат. Rerum Italicarum scriptores). В 1853 году его переиздал без изменений в Париже в 198-м томе «Patrologia Latina» учёный аббат Ж. П. Минь, а в 1872 году выпустил в Ганновере немецкий историк Георг Вайц, включив в 22 том академической серии «Monumenta Germaniae Historica» (раздел Scriptores). Полного критического издания трудов Готфрида из Витербо не существует до сих пор.

## Издания
- Speculum regum / ed. G. Waitz // MGH SS. Hannover, 1872, pp. 21–93[17].
- Memoria seculorum / ed. G. Waitz // MGH SS. Hannover, 1872, pp. 94–106[18].
- Pantheon / ed. G. Waitz // MGH SS. Hannover, 1872, pp. 107–307[19].
- Gesta Friderici / ed. G. Waitz // MGH SS. Hannover, 1872, pp. 307–334[20].
- Gesta Heinrici VI / ed. G. Waitz // MGH SS. Hannover, 1872, pp. 334–338.

## Переводы на русский язык
- Готфрид Витербоский. История веков / Пер. М. Б. Свердлова // Латиноязычные источники по истории Древней Руси. Германия. Середина XII- середина XIII в. — М.: Институт истории АН СССР, 1990.
- Готфрид Витербоский. Пантеон / Пер. М. Б. Свердлова // Латиноязычные источники по истории Древней Руси. Германия. Середина XII- середина XIII в. — М.: Институт истории АН СССР, 1990.